# Kagawo (Sedek)
Kagawo (ou Kagao) est une localité du Cameroun située dans l'arrondissement de Bogo, le département du Diamaré et la région de l’Extrême-Nord. Elle fait partie du lawanat de Sedek.

## Population
En 1975, la localité comptait 117 habitants, 69 Peuls et 48 Massa.
Lors du recensement de 2005, on y a dénombré 746 personnes, dont 420 hommes et 326 femmes.